# Баньшань

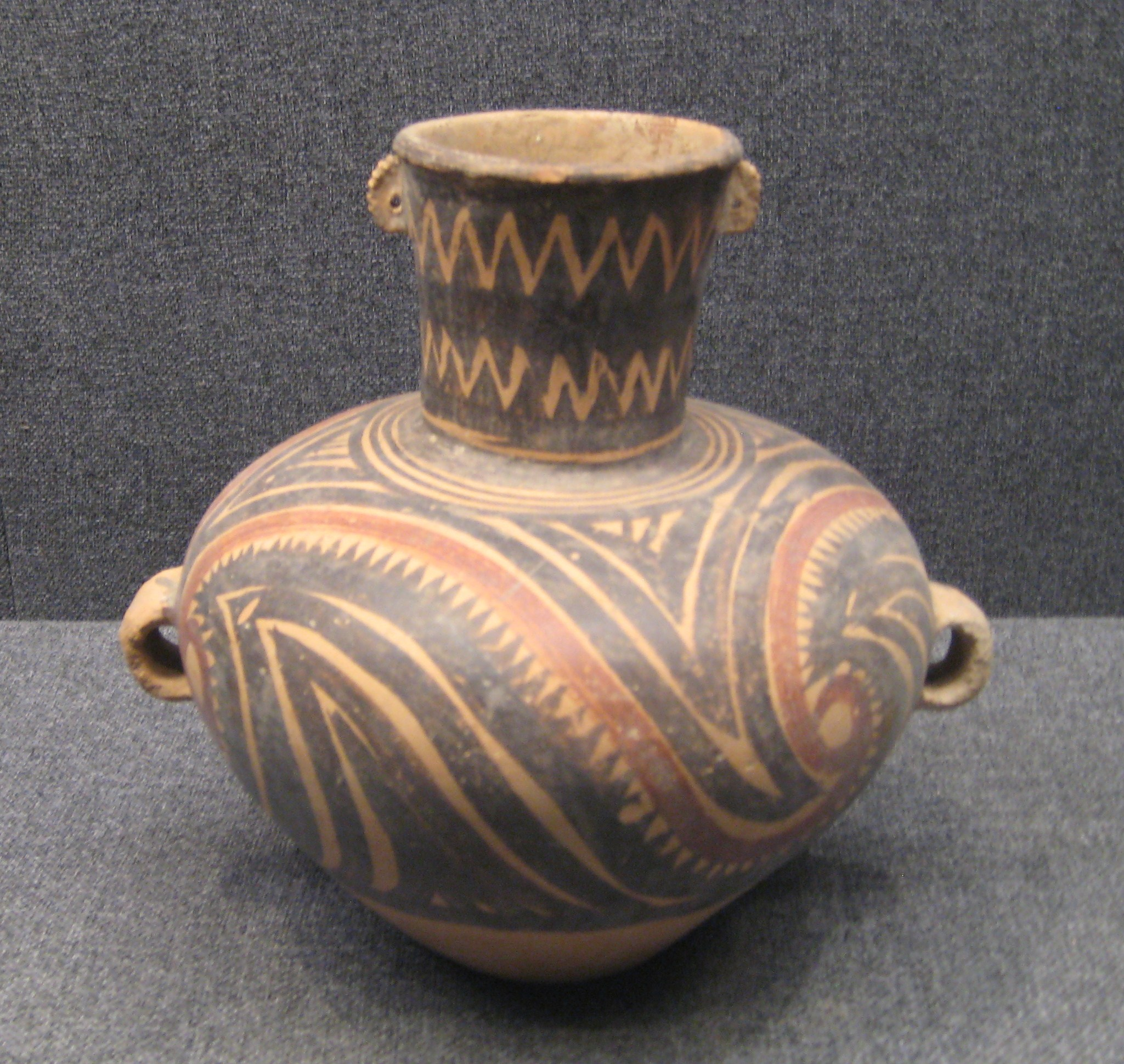
Мальована кераміка Баншань

Баньшань (半山 Bànshān, Вейд-Джайлз Pan Shan) - галузь культур Яншао неолітичного Китаю з характерною мальованою керамікою, періоду 2500-2000 рр. до н.е.  Є великі цвинтарі на пагорбах верхнього басейну річки Хуанхе в провінції Ганьсу. 

## Загальні відомості
Найпоширенішими були великі кулясті урни, пофарбовані жирними спіралями або іншими кривими лініями в червоний, чорний, фіолетовий, або коричневий кольори. Зустрічаються геометричні візерунки або стилізовані фігури людей, риб і птахів; поливання відсутнє. Ручки низько посаджені на корпусі урн, а нижня частина корпусу залишається без обробки - як в більшості грецького похоронного посуду, до якого є певна подібність.
Вражаючі паралелі цій кераміці були знайдені в Туркестані, на Кавказі, і на Україні. Причини подібності досі не мають пояснення.
Існують спроби довести переселення носіїв майкопської культури з Північного Кавказу на територію Китаю, що могло би пояснити вказану подібність.